# Crisi addisoniana
La crisi addisoniana (o crisi surrenalica acuta) è una condizione medica, spesso letale, che richiede un trattamento d'emergenza e che consiste in un vasto insieme di segni e sintomi che indicano un'insufficienza surrenalica molto grave causata da livelli insufficienti di cortisolo nel sangue.
La crisi addisoniana può essere la complicanza di una malattia di Addison non trattata o non precedentemente diagnosticata, oppure di una patologia che compromette improvvisamente la funzionalità dei surreni (come il loro sanguinamento, nell'ambito della sindrome di Waterhouse-Friderichsen); la crisi addisoniana può originarsi anche da un'improvvisa sospensione di una terapia a base di ormoni corticosteroidi, oppure da un problema occasionale quale un'infezione, un trauma o uno stato di forte stress fisico o mentale.
Nei casi di crisi addisoniana scaturita durante uno stato di stress, è comunque presente e identificabile una patologia surrenalica di fondo come la malattia di Addison, l'iperplasia surrenale congenita o un'altra forma di insufficienza surrenalica primaria.

## Epidemiologia
Una crisi addisoniana si verifica su base annuale in circa il 6-8% di coloro che soffrono di insufficienza surrenalica. Coloro che hanno ipoadrenalismo primario sperimentano crisi surrenaliche con una frequenza maggiore rispetto a coloro con insufficienza surrenalica secondaria e questo è probabilmente dovuto al fatto che mancano della secrezione di mineralcorticoidi, mentre chi ha un'insufficienza surrenalica secondaria mantiene una certa secrezione di cortisolo. Nonostante vari gradi di soppressione surrenalica sperimentata, coloro che soffrono di ipoadrenalismo conseguente a terapia a lungo termine con glucocorticoidi raramente vanno incontro a crisi surrenaliche.

## Segni e sintomi
Fino al 50% di coloro che soffrono di malattia di Addison sperimentano la crisi surrenalica come prima manifestazione di insufficienza surrenalica. La diagnosi è spesso ritardata poiché la maggior parte dei sintomi dell'insufficienza non sono specifici e si sviluppano in modo insidioso. Ipotensione e shock che non rispondono ai vasopressori o alla somministrazione di fluidi sono i principali segni di una crisi surrenalica. Le condizioni di coloro che accusano una crisi surrenalica possono deteriorarsi rapidamente, di solito nell'arco di poche ore.
Sintomi gastrointestinali come nausea, vomito, anoressia e dolore addominale sono comuni nell'insufficienza surrenalica e possono portare a diagnosi errate. Altri sintomi includono grave fatica, vertigini, dolore diffuso agli arti e alla schiena, malessere, debolezza. La febbre è un segno comune di crisi surrenalica, risultante da malattie concomitanti o dal rilascio di citochine. I sintomi neurocognitivi possono variare da agitazione, problemi di concentrazione e depressione, a delirio e coma.
Durante una crisi surrenalica, i test di laboratorio possono mostrare basso sodio (iponatremia), alto potassio (iperpotassiemia), alto conteggio di linfociti (linfocitosi), alti eosinofili (eosinofilia), basso livello di zucchero nel sangue (ipoglicemia), e raramente alto calcio (ipercalcemia).
Durante una crisi surrenalica, l'ipotensione si verifica a causa di basso cortisolo e deplezione di volume. L'ipovolemia potrebbe essere resistente alla somministrazione di farmaci inotropi e fluidi se non viene identificata precocemente. Nell'insufficienza surrenalica secondaria, l'iponatremia si verifica come conseguenza di una ridotta escrezione renale di acqua priva di elettroliti e dall'incapacità di sopprimere la vasopressina. L'iponatremia nell'insufficienza surrenalica primaria è causata da deficit di aldosterone concomitante, che porta a deplezione volumetrica, natriuresi e iperpotassiemia. L'ipercalcemia è innescata dalla ridotta escrezione di calcio e dall'accelerazione della riassorbimento osseo durante una crisi surrenalica, che può essere esacerbata dalla deplezione volumetrica. L'ipovolemia e l'ipoglicemia possono causare vari gradi di insufficienza renale a causa della riduzione della gluconeogenesi.